# Abuzed Omar Dorda
Abuzed Omar Dorda (em árabe: أبو زيد عمر دوردة)  (4 de abril de 1944 — Cairo, 28 de fevereiro de 2022) foi um político líbio, foi secretário-geral do Comitê Popular (primeiro-ministro) da Líbia, de 7 de outubro de 1990 até 29 de janeiro de 1994 e foi representante permanente da Líbia nas Nações Unidas, de 28 de outubro de 1997 até 23 de março de 2003.
Dorda entrou na política como governador da província de Misratah em 1970, servindo até 1972. Em seguida, ele serviu como ministro da Informação e Cultura, até 1974, e como Subsecretário dos Negócios Estrangeiros, até 1976. Em 1990, ele se tornou primeiro-ministro, e em 1997 tornou-se representante permanente da Líbia na ONU.
Em 12 de abril de 2009, foi relatado que Dorda tinha sido nomeado para chefiar o serviço de inteligência da Líbia, substituindo Moussa Koussa. Em 31 de março, foi comunicado que ele tinha ido para a Tunísia, à espera de um voo para sair, em uma tentativa do regime de Gaddafi, e no fundo da Guerra Civil Líbia. Ele fazia parte do círculo íntimo de Gaddafi. Ele foi preso pelas forças de CNT em 11 de setembro de 2011.
Morreu no Cairo, em 28 de fevereiro de 2022, aos 77 anos.